# ريد جي. لانديس
ريد جي. لانديس (بالإنجليزية: Reed G. Landis)‏ هو عسكري أمريكي، ولد في 17 يوليو 1896 في أوتاوا في الولايات المتحدة، وتوفي في 30 مايو 1975 في هت سبرينغز في الولايات المتحدة.